# كلينت فريمان
كلينت فريمان (بالإنجليزية: Clint Freeman)‏ هو نبال أسترالي، ولد في 16 أغسطس 1973.

## روابط خارجية
- كلينت فريمان على موقع اتحاد ألعاب الكومنولث (مؤرشف) (الإنجليزية)